# 藤井斉成会有鄰館
藤井斉成会有鄰館（ふじいさいせいかい ゆうりんかん）は、京都府京都市左京区岡崎にある、中国の古美術が中心の私立美術館。公益財団法人藤井斉成会が管理・運営している。
藤井斉成会は、滋賀県出身の実業家・藤井善助（藤井紡績（後の藤井）創業者）が収集した東洋美術コレクションを保存展示するための機関として大正15年（1926年）に設立された。日本の私立美術館としては草分けの1つである。京都市登録文化財の建物は地上3階建てで、屋上に朱塗りの八角堂を乗せた東洋風の展示館は設立当初からのもので、展示室内部も昭和初期の雰囲気をとどめている。
国宝1件、国の重要文化財9件を含む所蔵品は、中国の殷（商）から清まで各時代の青銅器、仏像、書画、陶磁器など多彩である。珍しい収蔵品として広く知れ渡っているものは、科挙試の際に使用されたとされる、四書五経とその注釈全60万字を細かい楷書で表裏全面に書いたカンニング用の下着（丈134cm）である。一般公開は原則として、2月-7月、9月-11月の毎月2回（第1・第3日曜）12:00-15:30のみ。

## 主な収蔵品

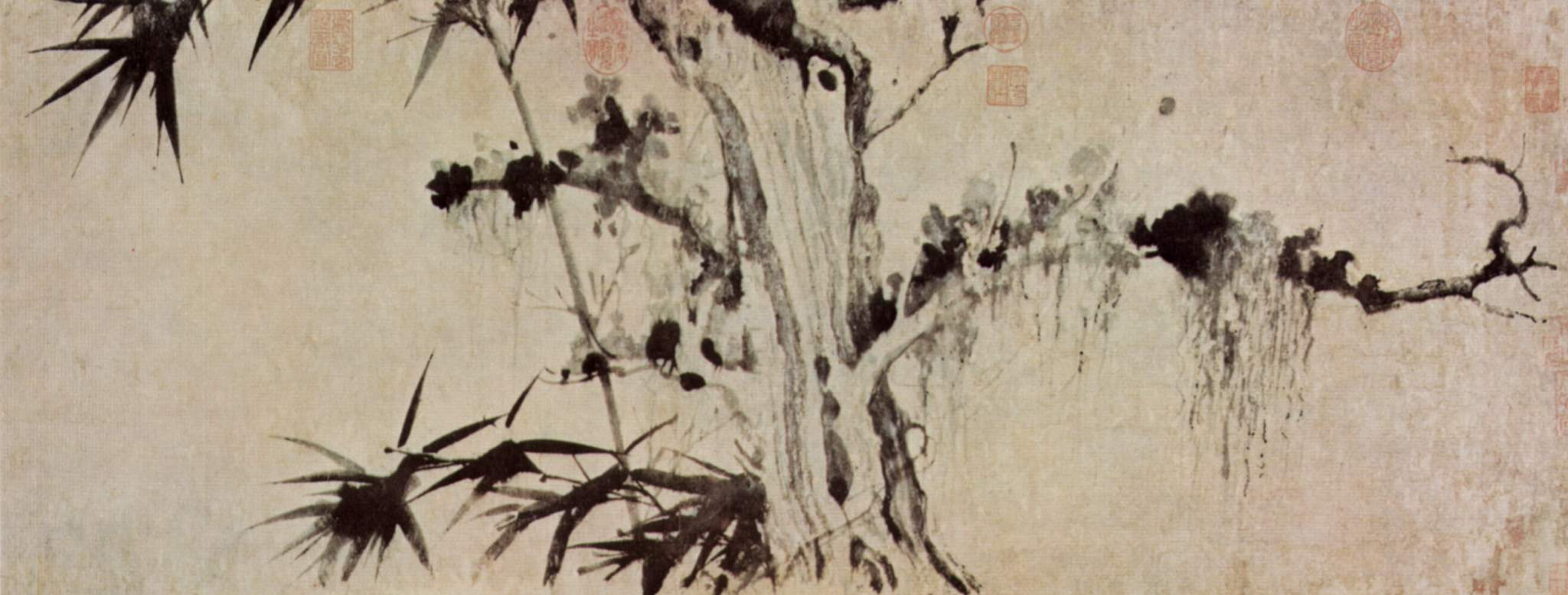
幽竹枯槎図 王庭筠筆

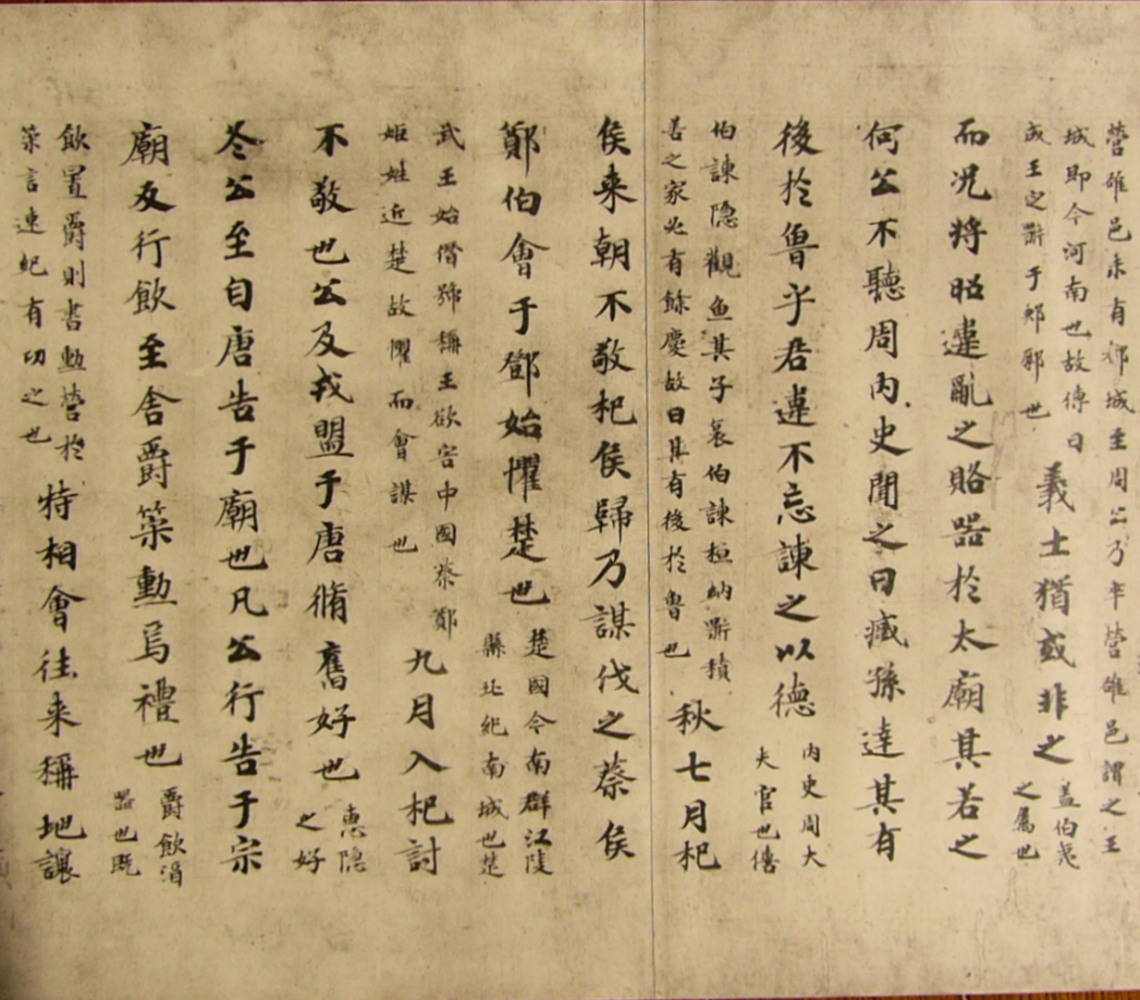
春秋経伝集解

### 国宝
- 春秋経伝集解（しゅんじゅうけいでんしっかい）巻第二残巻－ - 西晋の杜預が著した春秋経と左氏伝の注釈書「春秋経伝集解」全30巻のうち巻二と巻一の断簡。唐代の写本。

### 重要文化財
- 絹本淡彩毛詩大雅蕩之什図（もうしたいがとうしじゅうず）（中国・南宋時代）　伝馬和之筆
- 絹本墨画秋山蕭寺図（しゅうざんしょうじず）（中国・北宋時代）　伝許道寧筆
- 紙本墨画幽竹枯槎図（ゆうちくこさず）（中国・金時代）　王庭筠筆
- 銅造菩薩立像（中国・五胡十六国時代）
- 石造金剛力士立像　2躯（旧天龍山石窟仏）（隋時代、開皇4年（584年））
- 石造菩薩及両脇侍立像（三尊菩薩立像）1基 台座框に河清3年の銘がある（北斉時代、564年）
- 石造弥勒仏及両脇侍立像 1基　台座正面に□魏天平2年の銘がある（東魏時代、535年）
- 張即之書李伯嘉墓誌銘 （中国・南宋時代）
- 朝鮮通信使関係資料（朝鮮国書  2通、徳川将軍返書控（金銀箔料紙）6通、朝鮮国東莱府使書契 1通、 附 朝鮮国礼曹参議書契  3通）

### 登録有形文化財
- 藤井斉成会有鄰館第二館
- 藤井斉成会有鄰館収蔵庫

## 建築概要
- 設計者 - 武田五一
- 竣工 - 1926年
- 延床面積 - 1,264m2
- 所在地 - 京都府京都市左京区岡崎円勝寺町44

## 交通アクセス
- JR 京都駅 から市バス46番で東山仁王門下車、徒歩3分
- JR 京都駅 から市バス5番で岡崎公園美術館・平安神宮前下車、徒歩
- 京阪電鉄 三条駅下車、徒歩10分

開館は原則として1月・8月を除く毎月第1・第3日曜の12:00-15:30のみ（その他、臨時に開館する場合がある）。その他の時期の入館は事前の申請が必要。